# Kamdesh

Kamdesh en Nuristán.](En amarillo)

Kāmdīsh o Kāmdēsh (کامدیش) es uno de los distritos de la provincia de Nūristān, Afganistán. Está formado por unas doce aldeas y su capital es Kamdesh, un pueblo de unos 17.110 habitantes ubicado en el valle Bashgal. Kamdesh significa literalmente «lugar de los kam», ya que es la capital no oficial de la tribu kam.

## Geografía
Kamdesh está ubicado en la orilla del río Kunar. Limita al sur con el distrito de Narai en Kunar, al norte con el distrito Bargi Matal, al este con Pakistán y al oeste con Nuristán central.

## Economía
Se cultiva maíz y trigo. La tierra es arada solo con ayuda de tracción animal. Hay poca tierra arable y la agricultura no basta para cubrir las necesidades locales. Muchas familias sin tierras deben trabajar como peones para otros. Se crían cabras, vacas y burros.

## Educación
El analfabetismo es muy alto y representa un 95% de la población.
Actualmente hay unas 473 chicas y 1601 chicos que reciben educación básica.

## Infraestructura
No existen sistemas de riego modernos. El agua viene de ríos y pozos.
Las escuelas, excepto una que fue ocupada por las autoridades del distrito, no tienen edificios propios. Hay una clínica que sirve a las doce aldeas.